# Ле-Бушаж (Изер)
Ле-Бушаж (фр. Le Bouchage) — коммуна во Франции, находится в регионе Рона — Альпы. Департамент коммуны — Изер. Входит в состав кантона Морстель. Округ коммуны — Ла-Тур-дю-Пен.
Код INSEE коммуны — 38050. Население коммуны на 1999 год составляло 462 человека. Населённый пункт находится на высоте от 207 до 210 метров над уровнем моря. Муниципалитет расположен на расстоянии около 430 км юго-восточнее Парижа, 55 км восточнее Лиона, 60 км севернее Гренобля. Мэр коммуны — M. Gilles Moyroud, мандат действует на протяжении 2001—2008 гг.
Динамика населения (INSEE):